# Mike Holland
Michael Harry «Mike» Holland född 9 december 1961 i Norwich, Washington County, Vermont är en amerikansk tidigare backhoppare.

## Karriär
Mike Holland debuterade i världscupen i Oberstdorf 30 december 1982. Han tog 34. platsen i tävlingen. Hans bästa säsong i världscupen var säsongen 1984/1985 då han blev nummer 10 totalt. Han vann deltävlingen i världscupen i Bischofshofen 6 januari 1989 och kom tvåa i Harrachov 1989 och i Thunder Bay 1991. I tysk-österrikiska backhopparveckan hade han sin bästa säsong 1988/1989 då han blev nummer åtta sammanlagt.
Under träning inför VM i skidflygning i Planica 1985, satte Mike Holland 15 mars världsrekord med 186 meter. 27 minuter senare blev världsrekordet utökad med en meter till 187 meter av Matti Nykänen från Finland. Mike Holland deltog i VM i skidflygning 1983 (Čerťák, Harrachov), 1985 (Letalnica, Planica), 1986 (Kulm, Bad Mitterndorf) och 1988 (Heini Klopfer-backen, Oberstdorf). Hans bästa placering kom 1985, då han blev åtta.
Mike Holland var med i OS 1984 i Sarajevo och 1988 i Calgary. I Calgary 1988 han blev han nummer 32 i stora backen och nummer 33 i normalbacken. 
Holland tävlade också i VM 1984 (Engelberg, lagtävling), 1985 (Seefeld in Tirol), 1987 (Oberstdorf) och  1989 (Lahtis). Han blev som bäst nummer 8 i normalbacken i Seefeld 1985.
Mike Holland har blivit amerikansk mästare i backhoppning fem gånger.

## Övrigt
Mike har två yngre bröder som också är utövare i vintersport. Jim Holland är också amerikansk mästare i backhoppning. Joe Holland är amerikansk mästare i nordisk kombination. Båda har tävlat i världscupen och i Olympiska spelen.